# Eugene Bertram Skolnikoff
Eugene Bertram Skolnikoff (* 29. August 1928 in Philadelphia, Pennsylvania) ist ein US-amerikanischer Elektroingenieur, Politikwissenschaftler und Hochschullehrer.

## Leben
Eugene Bertram Skolnikoff, Sohn von Benjamin H. Skolnikoff und dessen Ehefrau Betty Turoff Skolnikoff, begann nach dem Schulbesuch ein Studium im Fach Elektrotechnik am Massachusetts Institute of Technology (MIT), das er 1950 sowohl mit einem Bachelor of Science (B.Sc. Electrical Engineering) als auch einem Master of Science (M.Sc. Electrical Engineering) abschloss. Im Anschluss arbeitete er 1950 als Forschungsassistent an der Abteilung Elektrotechnik der Universität Uppsala in Schweden. Im Anschluss nahm er ein Studium der Politikwissenschaften an der University of Oxford auf, das er 1952 mit einem Bachelor of Arts (B.A.) sowie 1955 mit einem Master of Arts (M.A.) beendete. Nach seiner Rückkehr in die USA arbeitete er von 1955 bis 1957 für die US Army Security Agency (ASA) in Arlington County, zwischen 1957 und 1958 als Systemanalytiker am Institute for Defense Analyses (IDA) sowie im Anschluss von 1958 bis 1963 als Sonderassistent für Wissenschaft und Technologie beim Stabschef des Weißen Hauses.
Nachdem Skolnikoff 1965 einen Doctor of Philosophy (Ph.D.) am Massachusetts Institute of Technology erworben hatte, übernahm er dort eine Professur für Politikwissenschaften. Zudem unterrichtete er zwischen 1965 und 1972 als Lehrbeauftragter (Adjunct Professor) an der zur Tufts University gehörenden Fletcher School of Law and Diplomacy und war des Weiteren von 1967 bis 1973 Vorsitzender und Präsident der Science and Public Policy Studies Group. Ferner engagierte er sich zwischen 1967 und 1969 als Sekretär einer Sektion der American Association for the Advancement of Science (AAAS) sowie zwischen 1969 und 1970 in Genf auch Gastprofessor der Carnegie-Stiftung für internationalen Frieden. Er war daraufhin zwischen 1970 und 1974 Leiter des Fachbereichs Politikwissenschaften des MIT. Er wurde 1971  Mitglied der American Academy of Arts and Sciences. und fungierte zwischen 1972 und 1987 auch als Direktor des Zentrums für internationale Studien des Massachusetts Institute of Technology.
Eugene Skolnikoff war von 1973 bis 1977 auch Mitglied des Beirates der American Academy of Arts and Sciences sowie zwischen 1973 und 1974 Mitglied der Kommission für öffentliche Politikwissenschaften der AAAS. Er hatte 1977 die nach dem Bekleidungsunternehmer Montague Burton benannte Gastprofessur an der Universität Edinburgh und war zudem zwischen 1977 und 1981 während der Amtszeit von US-Präsident Jimmy Carter als Sonderberater für Wissenschafts- und Technologiepolitik im Weißen Haus tätig. Darüber hinaus gehörte er zwischen 1979 und 1987 dem Kuratorium des German Marshall Fund an und fungierte von 1980 bis 1986 als Vorsitzender des Kuratoriums die zur Förderung der transatlantischen Beziehungen gegründeten Stiftung. Außerdem war er zwischen 1979 und 1985 Mitglied des Kuratoriums des United Nations Research Institute For Social Development (UNRISD) und gehörte 1979 der US-amerikanischen Delegation beim UN-Treffen für soziale Entwicklung an. Er war ferner zwischen 1984 und 1985 Mitglied des Vorstands des zu General Dynamics gehörenden Rüstungsunternehmens SACO Defense sowie von 1984 bis 1989 Mitglied der Wissenschaftlichen Kommission für öffentliches Ingenieurwesen der American Association for the Advancement of Science. 1987 war er ferner Gastgelehrter an der Yale University und Mitglied des Beirates für Wissenschaft und Technologie des US-Außenministeriums sowie 1989 Gastgelehrter des Balliol College der University of Oxford.
Zuletzt war Skolnikoff zwischen 1998 und 2005 Vorsitzender des zur Universität der Vereinten Nationen gehörenden Instituts für Neue Technologien INTECH (Institute New Technology ) in Maastricht und im Jahr 2000 Inhaber der nach Michael Dukakis benannten Gastprofessur für öffentliche Politik am American College of Thessaloniki.
Aus seiner am 15. September 1957 geschlossenen Ehe mit Winifred S. Weinstein gingen zwei Söhne und eine Tochter hervor.

## Veröffentlichungen
- Science, technology, and American foreign policy, M.I.T. Press, Boston 1967
- The elusive Transformation. Science, technology, and the evolution of international politics, Princeton University Press, Princeton 1993, ISBN 0-6910-8631-1